# Hans-Friedrich Meisner
Hans-Friedrich „Hanno“ Meisner (* 30. August 1928 in Tandjong-Morawa auf Sumatra; † 2012) war ein deutscher Konteradmiral der Bundesmarine.

## Leben
Meisner trat am 1. Januar 1956 in die Bundeswehr ein, durchlief die Offizierausbildung, war Wachoffizier und Operationsoffizier im Schnellbootgeschwader und auf Fregatten. Meisner besuchte von 1963 bis 1965 den 5. Admiralstabslehrgang an der Führungsakademie der Bundeswehr in Hamburg. Danach war er Referent im Bundesministerium der Verteidigung (BMVg), Stabsoffizier bei Supreme Allied Commander Atlantic, erster Offizier auf der Fregatte Köln, Kommandant der Fregatte Augsburg und Lehrstabsoffizier an der Führungsakademie der Bundeswehr. Es folgten Verwendungen als Branch Chief im Supreme Headquarters Allied Powers Europe und Referatsleiter II 1 im Führungsstab der Streitkräfte im BMVg.
Ab dem 1. Oktober 1979 war er als Flottillenadmiral der Chef des Stabes und Dienstältester Offizier im Hauptquartier der Alliierten Seestreitkräfte Ostseezugänge in Karup. Ab 1. April 1983 leitete er als Nachfolger von Flottillenadmiral Gustav Carl Liebig die Stabsabteilung Führungsstab der Marine III (Konzeption, Planung, Führung) im BMVg in Bonn. Anschließend war er vom 1. Oktober 1983 bis 30. September 1986 als Konteradmiral Beigeordneter Direktor und Abteilungsleiter Militärisches Nachrichtenwesen beim Internationalen Militärstab der NATO in Brüssel.
Er war von 1990 bis 1994 Präsident des Deutschen Marine-Instituts und ebenso von April 1997 bis Oktober 2004 Vorsitzender der Marine-Offizier-Vereinigung. Am 13. Januar 1987 war er mit dem Verdienstkreuz 1. Klasse ausgezeichnet worden. Bereits 1981 hatte er das Verdienstkreuz am Bande erhalten.
Meisner war verheiratet und hatte drei Kinder.

## Werke (Auswahl)
- Die UdSSR als Seemacht. In: Marine-Forum 8/1976.